# Estudi d'evangeli
És una lectura analítica, no acadèmica, d'un fragment del Nou Testament que posa el focus en la figura de Jesús. Pot realitzar-se personalment o en grup. Va ser ideat per Antoine Chevrier, prevere diocesà i fundador del Pradó.

## Com es fa
Consta de les següents parts tot i que és flexible:
- Preàmbul: Breu pregària i lectura del passatge escollit.
- Contemplació
  - 1r punt
    - Contemplar i estudiar l'escena fixant-se bé en els detalls.
    - Veure què passa: personatges que hi intervenen i actituds.

  - 2n punt
    - Veure què fa Jesús: missatge, actituds i reaccions.
    - Aspectes nous que es descobreixen de Jesús i de Déu.

  - 3r punt
    - Situacions i reaccions semblants en altres textos bíblics (Antic i Nou Testament), en l'Església i en la vida quotidiana actual.
    - Actituds i formes de vida personals que cal mantenir o bé canviar per identificar-se més amb Jesucrist i construir el Regne de Déu.
- Compartició: Compartir allò que cadascú ha descobert.
- Acció de gràcies: Agraïment a Déu i pregària per traslladar l'Evangeli a la vida.

## Pàgines amb Estudis d'Evangeli
- http://fentcamiamblevangeli.blog.cat, de Josep M. Romaguera
- http://pradocatala.blogspot.com.es, de Jaume Fontbona